# K League
A K League 1 (Hangul: K리그1) é a liga principal de futebol na Coreia do Sul. Atualmente disputam doze equipes.

## História
Fundada em 1983 como Korean Super League contou com cinco clubes. São eles: Hallelujah FC, Yukong Elephants, POSCO Dolphins, Daewoo Royals, Kookmin Bank FC. Hallelujah FC ganhou o campeonato inaugural.
Em 1998 a liga passou a se chamar K-League, cresceu e somou 16 clubes até 2012. A liga hoje é uma das mais bem sucedidas ligas da Ásia.
Uma curiosidade em relação a outros países é que os times mudam seus nomes de acordo com os patrocinadores, mantendo estático somente o nome da cidade onde o clube é sediado. Diferentemente da J-League por exemplo.
O campeão e o vice são credenciados diretamente para a AFC Champions League e o terceiro colocado entra em uma fase preliminar do torneio asiático onde deverá garantir a vaga para a fase de grupos. A última vaga do país é reservada para o vencedor da Korean FA Cup.

## Formato
Devido ao reduzido número de equipes, o formato é diferente do padrão mundial de pontos corridos em jogos de turno e returno assim como ocorre no Campeonato Brasileiro, Premier League, Campeonato Espanhol, entre outros.
São disputados três turnos de pontos corridos e, ao final, divide-se em dois grupos de seis times, do primeiro ao sexto colocado e do sétimo ao décimo segundo. A partir desta primera classificação e divisão, há fase de pós-temporada também no sistema de pontos corridos. Os que se classificaram no primeiro grupo não podem ser rebaixados para o segundo e vice-versa.
Ao final desta última fase, cada time terá jogado um total de 38 jogos como nos campeonatos nacionais de 20 times.
O último colocado do segundo grupo é rebaixado automaticamente dando lugar ao primeiro colocado da K League Challenge. O penúltimo colocado disputa a permanência na primeira divisão com o segundo, terceiro e quarto colocados da K League Challenge.

## Atuais clubes

### K-League 1
| Clubes                  | Localização | Estádio                      | Primeira temporada | Atual passagem | Temporadas | Último título |
| ----------------------- | ----------- | ---------------------------- | ------------------ | -------------- | ---------- | ------------- |
| Daegu                   | Daegu       | DGB Daegu Bank Park          | 2003               | 2017–          | 18         | —             |
| Daejeon Hana Citizen    | Daejeon     | Daejeon World Cup Stadium    | 1997               | 2023–          | 19         | —             |
| Gangwon                 | Gangneung   | Estádio de Gangneung         | 2009               | 2017–          | 12         | —             |
| Gwangju                 | Gwangju     | Gwangju World Cup Stadium    | 2011               | 2023–          | 8          | —             |
| Incheon United          | Incheon     | Incheon Football Stadium     | 2004               | 2004–          | 19         | —             |
| Jeju United             | Seogwipo    | Jeju World Cup Stadium       | 1983               | 2021–          | 40         | 1989          |
| Jeonbuk Hyundai Motors  | Jeonju      | Jeonju World Cup Stadium     | 1995               | 1995–          | 29         | 2021          |
| Pohang Steelers         | Pohang      | Pohang Steel Yard            | 1983               | 1983–          | 41         | 2013          |
| Seoul                   | Seul        | Seoul World Cup Stadium      | 1984               | 1984–          | 40         | 2016          |
| Suwon                   | Suwon       | Suwon Civic Stadium          | 2016               | 2021–          | 4          | —             |
| Suwon Samsung Bluewings | Suwon       | Suwon World Cup Stadium      | 1996               | 1996–          | 28         | 2008          |
| Ulsan Hyundai           | Ulsan       | Ulsan Munsu Football Stadium | 1984               | 1984–          | 40         | 2022          |

### K-League 2
| Clube             | Localização | Estádio                         | Primeira temporada | Atual passagem | Temporadas |
| ----------------- | ----------- | ------------------------------- | ------------------ | -------------- | ---------- |
| Ansan Greeners    | Ansan       | Ansan Wa~ Stadium               | 2017               | 2017–          | 7          |
| Anyang            | Anyang      | Anyang Stadium                  | 2013               | 2013–          | 11         |
| Bucheon FC 1995   | Bucheon     | Bucheon Stadium                 | 2013               | 2013–          | 11         |
| Busan IPark       | Busan       | Busan Gudeok Stadium            | 2016               | 2021–          | 7          |
| Cheonan City      | Cheonan     | Cheonan Stadium                 | 2023               | 2023–          | 1          |
| Chungbuk Cheongju | Cheongju    | Cheongju Sports Complex Stadium | 2023               | 2023–          | 1          |
| Chungnam Asan     | Asan        | Yi Sun-sin Stadium              | 2020               | 2020–          | 4          |
| Gimcheon Sangmu   | Gimcheon    | Gimcheon Stadium                | 2021               | 2023–          | 2          |
| Gimpo             | Gimpo       | Gimpo Solteo Football Stadium   | 2022               | 2022–          | 2          |
| Gyeongnam         | Changwon    | Changwon Football Center        | 2015               | 2020–          | 7          |
| Jeonnam Dragons   | Gwangyang   | Gwangyang Football Stadium      | 2019               | 2019–          | 5          |
| Seongnam          | Seongnam    | Tancheon Stadium                | 2017               | 2023–          | 3          |
| Seoul E-Land      | Seul        | Mokdong Stadium                 | 2015               | 2015–          | 9          |

## Campeões
| Edição | Ano  | Campeão                          | Vice-campeão                     |
| ------ | ---- | -------------------------------- | -------------------------------- |
| 1ª     | 1983 | Hallelujah (Ansan)               | Busan IPark (Busan)              |
| 2ª     | 1984 | Busan IPark (Busan)              | Jeju United (Jeju)               |
| 3ª     | 1985 | FC Seoul (Seul)                  | Pohang Steelers (Pohang)         |
| 4ª     | 1986 | Pohang Steelers (Pohang)         | FC Seoul (Seul)                  |
| 5ª     | 1987 | Busan IPark (Busan)              | Pohang Steelers (Pohang)         |
| 6ª     | 1988 | Pohang Steelers (Pohang)         | Ulsan Hyundai (Ulsan)            |
| 7ª     | 1989 | Jeju United (Jeju)               | FC Seoul (Seul)                  |
| 8ª     | 1990 | FC Seoul (Seul)                  | Busan IPark (Busan)              |
| 9ª     | 1991 | Busan IPark (Busan)              | Ulsan Hyundai (Ulsan)            |
| 10ª    | 1992 | Pohang Steelers (Pohang)         | Seongnam Ilhwa Chunma (Seongnam) |
| 11ª    | 1993 | Seongnam Ilhwa Chunma (Seongnam) | FC Seoul (Seul)                  |
| 12ª    | 1994 | Seongnam Ilhwa Chunma (Seongnam) | Jeju United (Jeju)               |
| 13ª    | 1995 | Seongnam Ilhwa Chunma (Seongnam) | Pohang Steelers (Pohang)         |
| 14ª    | 1996 | Ulsan Hyundai (Ulsan)            | Suwon Samsung Bluewings (Suwon)  |
| 15ª    | 1997 | Busan IPark (Busan)              | Chunnam Dragons (Gwangyang)      |
| 16ª    | 1998 | Suwon Samsung Bluewings (Suwon)  | Ulsan Hyundai (Ulsan)            |
| 17ª    | 1999 | Suwon Samsung Bluewings (Suwon)  | Busan IPark (Busan)              |
| 18ª    | 2000 | FC Seoul (Seul)                  | Jeju United (Jeju)               |
| 19ª    | 2001 | Seongnam Ilhwa Chunma (Seongnam) | FC Seoul (Seul)                  |
| 20ª    | 2002 | Seongnam Ilhwa Chunma (Seongnam) | Ulsan Hyundai (Ulsan)            |
| 21ª    | 2003 | Seongnam Ilhwa Chunma (Seongnam) | Ulsan Hyundai (Ulsan)            |
| 22ª    | 2004 | Suwon Samsung Bluewings (Suwon)  | Pohang Steelers (Pohang)         |
| 23ª    | 2005 | Ulsan Hyundai (Ulsan)            | Incheon United (Incheon)         |
| 24ª    | 2006 | Seongnam Ilhwa Chunma (Seongnam) | Suwon Samsung Bluewings (Suwon)  |
| 25ª    | 2007 | Pohang Steelers (Pohang)         | Seongnam Ilhwa Chunma (Seongnam) |
| 26ª    | 2008 | Suwon Samsung Bluewings (Suwon)  | FC Seoul (Seul)                  |
| 27ª    | 2009 | Jeonbuk Hyundai Motors (Jeonju)  | Seongnam Ilhwa Chunma (Seongnam) |
| 28ª    | 2010 | FC Seoul (Seul)                  | Jeju United (Jeju)               |
| 29ª    | 2011 | Jeonbuk Hyundai Motors (Jeonju)  | Ulsan Hyundai (Ulsan)            |
| 30ª    | 2012 | FC Seoul (Seul)                  | Jeonbuk Hyundai Motors (Jeonju)  |
| 31ª    | 2013 | Pohang Steelers (Pohang)         | Jeju United                      |
| 32ª    | 2014 | Jeonbuk Hyundai Motors (Jeonju)  | Suwon Samsung Bluewings (Suwon)  |
| 33ª    | 2015 | Jeonbuk Hyundai Motors (Jeonju)  | Suwon Samsung Bluewings (Suwon)  |
| 34ª    | 2016 | FC Seoul (Seul)                  | Jeonbuk Hyundai Motors (Jeonju)  |
| 35ª    | 2017 | Jeonbuk Hyundai Motors (Jeonju)  | Jeju United (Jeju)               |
| 36ª    | 2018 | Jeonbuk Hyundai Motors (Jeonju)  | Gyeongnam FC (Changwon)          |
| 37ª    | 2019 | Jeonbuk Hyundai Motors (Jeonju)  | Ulsan Hyundai (Ulsan)            |
| 38ª    | 2020 | Jeonbuk Hyundai Motors (Jeonju)  | Ulsan Hyundai (Ulsan)            |
| 39ª    | 2021 | Jeonbuk Hyundai Motors (Jeonju)  | Ulsan Hyundai (Ulsan)            |
| 40ª    | 2022 | Ulsan Hyundai (Ulsan)            | Jeonbuk Hyundai Motors (Jeonju)  |
| 41ª    | 2023 | Ulsan Hyundai (Ulsan)            | Pohang Steelers (Pohang)         |
| 42ª    | 2024 | Ulsan Hyundai (Ulsan)            | Gangwon FC (Gangwon)             |

## Títulos por equipe
| Clube                   | Cidade    | Títulos                                                  | Vices                                                           |
| ----------------------- | --------- | -------------------------------------------------------- | --------------------------------------------------------------- |
| Jeonbuk Hyundai Motors  | Jeonju    | 9 (2009, 2011, 2014, 2015, 2017, 2018, 2019, 2020, 2021) | 3 (2012, 2016, 2022)                                            |
| Seongnam FC             | Seongnam  | 7 (1993, 1994, 1995, 2001, 2002, 2003, 2006)             | 3 (1992, 2007, 2009)                                            |
| FC Seoul                | Seul      | 6 (1985, 1990, 2000, 2010, 2012, 2016)                   | 5 (1986, 1989, 1993, 2001, 2008)                                |
| Ulsan Hyundai           | Ulsan     | 5 (1996, 2005, 2022, 2023, 2024)                         | 10 (1988, 1991, 1998, 2002, 2003, 2011, 2013, 2019, 2020, 2021) |
| Pohang Steelers         | Pohang    | 5 (1986, 1988, 1992, 2007, 2013)                         | 4 (1985, 1987, 1995, 2004, 2023)                                |
| Suwon Samsung Bluewings | Suwon     | 4 (1998, 1999, 2004, 2008)                               | 4 (1996, 2006, 2014, 2015)                                      |
| Busan IPark             | Busan     | 4 (1984, 1987, 1991, 1997)                               | 3 (1983, 1990, 1999)                                            |
| Jeju United             | Jeju      | 1 (1989)                                                 | 5 (1984, 1994, 2000, 2010, 2017)                                |
| Hallelujah              | Ansan     | 1 (1983)                                                 | 0                                                               |
| Gangwon FC              | Gangwon   | 0                                                        | 1 (2024)                                                        |
| Gyeongnam FC            | Changwon  | 0                                                        | 1 (2018)                                                        |
| Chunnam Dragons         | Gwangyang | 0                                                        | 1 (1997)                                                        |
| Incheon United          | Incheon   | 0                                                        | 1 (2005)                                                        |

## K League 1Artilheiros (1983–presente)
| Ano  | Jogador                      | Clube                           | Gols | Jogos | Gols por jogo |
| ---- | ---------------------------- | ------------------------------- | ---- | ----- | ------------- |
| 1983 | Park Yoon-Gi                 | Yukong Elephants                | 9    | 14    | 0.64          |
| 1984 | Baek Jong-Chul               | Hyundai Horangi                 | 16   | 28    | 0.57          |
| 1985 | Piyapong Pue-On              | Lucky-Goldstar Hwangso          | 12   | 21    | 0.57          |
| 1986 | Chung Hae-Won                | Daewoo Royals                   | 10   | 19    | 0.53          |
| 1987 | Choi Sang-Kook               | POSCO Atoms                     | 15   | 30    | 0.50          |
| 1988 | Lee Kee-Keun                 | POSCO Atoms                     | 12   | 23    | 0.52          |
| 1989 | Cho Keung-Yeon               | POSCO Atoms                     | 20   | 39    | 0.51          |
| 1990 | Yoon Sang-Chul               | Lucky-Goldstar Hwangso          | 12   | 30    | 0.40          |
| 1991 | Lee Kee-Keun                 | POSCO Atoms                     | 16   | 37    | 0.43          |
| 1992 | Lim Keun-Jae                 | LG Cheetahs                     | 10   | 30    | 0.33          |
| 1993 | Cha Sang-Hae                 | POSCO Atoms                     | 10   | 23    | 0.43          |
| 1994 | Yoon Sang-Chul               | LG Cheetahs                     | 21   | 28    | 0.75          |
| 1995 | Roh Sang-Rae                 | Chunnam Dragons                 | 15   | 26    | 0.58          |
| 1996 | Shin Tae-Yong                | Cheonan Ilhwa Chunma            | 18   | 24    | 0.75          |
| 1997 | Kim Hyun-Seok                | Ulsan Hyundai Horangi           | 9    | 17    | 0.53          |
| 1998 | Yoo Sang-Chul                | Ulsan Hyundai Horangi           | 14   | 20    | 0.70          |
| 1999 | Saša Drakulić                | Suwon Samsung Bluewings         | 18   | 26    | 0.69          |
| 2000 | Kim Do-Hoon                  | Seongnam Ilhwa Chunma           | 12   | 20    | 0.60          |
| 2001 | Sandro Cardoso               | Suwon Samsung Bluewings         | 13   | 22    | 0.59          |
| 2002 | Kuki                         | Jeonbuk Hyundai Motors          | 17   | 30    | 0.56          |
| 2003 | Kim Do-Hoon                  | Seongnam Ilhwa Chunma           | 28   | 40    | 0.70          |
| 2004 | Mota                         | Jeonnam Dragons                 | 14   | 22    | 0.64          |
| 2005 | Leandro Machado              | Ulsan Hyundai Horangi           | 13   | 17    | 0.76          |
| 2006 | Woo Sung-Yong                | Seongnam Ilhwa Chunma           | 16   | 28    | 0.57          |
| 2007 | Cabore                       | Gyeongnam FC                    | 17   | 25    | 0.68          |
| 2008 | Dudu                         | Seongnam Ilhwa Chunma           | 15   | 26    | 0.58          |
| 2009 | Lee Dong-Gook                | Jeonbuk Hyundai Motors          | 20   | 27    | 0.74          |
| 2010 | Yoo Byung-Soo                | Incheon United                  | 22   | 28    | 0.79          |
| 2011 | Dejan Damjanović             | FC Seoul                        | 23   | 29    | 0.79          |
| 2012 | Dejan Damjanović             | FC Seoul                        | 31   | 42    | 0.74          |
| 2013 | Dejan Damjanović             | FC Seoul                        | 19   | 29    | 0.66          |
| 2014 | Santos                       | Suwon Samsung Bluewings         | 14   | 35    | 0.40          |
| 2015 | Kim Shin-wook                | Ulsan Hyundai                   | 18   | 38    | 0.47          |
| 2016 | Jung Jo-gook                 | Gwangju FC                      | 20   | 31    | 0.65          |
| 2017 | Johnathan Aparecido          | Suwon Samsung Bluewings         | 22   | -     | -             |
| 2018 | Marcos Vinicius              | Gyeongnam FC                    | 26   | -     | -             |
| 2019 | Adam Taggart                 | Suwon Samsung Bluewings         | 20   | -     | -             |
| 2020 | Júnior Negrão                | Ulsan Hyundai                   | 26   | -     | -             |
| 2021 | Joo Min-kyu                  | Jeju United                     | 22   | -     | -             |
| 2022 | / Cho Gue-sung / Joo Min-kyu | Gimcheon Sangmu / Jeju United   | 17   | -     | -             |
| 2023 | / Joo Min-kyu / Tiago Orobó  | Ulsan Hyundai / Daejeon Citizen | 17   | -     | -             |
| 2024 | Stefan Mugoša                | Incheon United                  | 15   | -     | -             |

## Patrocínio
| Patrocínio            | Temporada     | Competição                               |
| --------------------- | ------------- | ---------------------------------------- |
| Nenhum                | 1983–1993     | Liga de Futebol Profissional Coreana     |
| Hite                  | 1994–1995     | Taça Hite Liga Coreana                   |
| Rapido                | 1996–1997     | Taça Rapido Liga de Futebol Profissional |
| Hyundai Group         | 1998          | Taça Hyundai K-League                    |
| Hyundai Securities    | 1999          | Buy Taça da Coreia K-League              |
| Samsung Electronics   | 2000          | Samsung DigiTall K-League                |
| POSCO                 | 2001          | POSCO K-League                           |
| Samsung Electronics   | 2002          | Samsung PAVV K-League                    |
| Samsung Electronics   | 2003–2008     | Samsung Hauzen K-League                  |
| Nenhum                | 2009          | K-League                                 |
| Hyundai Motor Company | 2010          | Sonata K League                          |
| Hyundai Oilbank       | 2011–2016     | Hyundai Oilbank K League                 |
| Hana Bank             | 2017–2018     | KEB Hana Bank K League                   |
| Hana Bank             | 2019–presente | Hana 1Q K League                         |